# Конироленський сільський округ
Конироле́нський сільський округ (каз. Қоңырөлең ауылдық округі, рос. Коныроленский сельский округ) — адміністративна одиниця у складі Панфіловського району Жетисуської області Казахстану. Адміністративний центр — село Кониролен.
Населення — 4796 осіб (2021; 5240 у 2009, 6055 у 1999, 5702 у 1989).
Станом на 1989 рік існувала Конидоленська сільська рада (села Интали, Конидолен, Сарипилдак, Саритобе, Соцжол).

## Склад
До складу округу входять такі населені пункти:
| Населений пункт  | Населення, осіб (1989) | Населення, осіб (1999) | Населення, осіб (2009) | Населення, осіб (2021) |
| ---------------- | ---------------------- | ---------------------- | ---------------------- | ---------------------- |
| Борібай-бі, село | 724                    | 795                    | 594                    | 562                    |
| Интали, село     | 728                    | 726                    | 652                    | 564                    |
| Кермеагаш, село  | 258                    | 103                    | 206                    | 404                    |
| Кониролен, село  | 3614                   | 3690                   | 3031                   | 2661                   |
| --Сасикколь      | -                      | -                      | -                      | 7                      |
| --Теректи        | -                      | -                      | -                      | 7                      |
| Саритобе, село   | 378                    | 741                    | 757                    | 591                    |